# Orhan Vojic
Orhan Vojic (* 20. Jänner 1997 in Linz) ist ein österreichischer Fußballspieler bosnischer Abstammung.

## Karriere
Orhan Vojic begann seine Vereinskarriere als Sechsjähriger zusammen mit seinem Zwillingsbruder Aid im September 2003 im Nachwuchsbereich des SV Windischgarsten, wechselte im Sommer 2008 in die Jugendabteilung des LASK und war ab 2010 Spieler an der AKA Linz. Im März 2014 debütierte der damals 17-Jährige für die SPG LASK Linz / ASKÖ Zöhrdorf in der achtklassigen 2. Klasse Mitte und kam in dieser Saison noch zu einem weiteren Ligaeinsatz für dieses Team.
Im Jänner 2015 kam er über die AKA Linz zur SPG FC Pasching/LASK Juniors. Sein Debüt in der Regionalliga Mitte gab er im März 2015, als er am 17. Spieltag der Saison 2014/15 gegen den USV Allerheiligen, als er in der 70. Minute für Tobias Pellegrini eingewechselt wurde. Nach elf Einsätzen für die Amateure, in denen er drei Treffer erzielen konnte, debütierte er im Mai 2015 für die Profis des LASK Linz in der zweiten Liga, als er am 36. und letzten Spieltag jener Saison gegen den Floridsdorfer AC in der 60. Minute für Radovan Vujanović ins Spiel gebracht wurde.
Zur Saison 2015/16 wechselte Vojic nach Deutschland zu den A-Junioren des VfL Wolfsburg. Mit den „Wölfen“ nahm er in der Saison 2015/16 an der Youth League teil. Im Sommer 2016 wurde er in den Kader der Regionalligamannschaft hochgezogen. Sein Debüt in der Regionalliga Nord gab er im August 2016 am vierten Spieltag der Saison 2016/17, als er gegen den 1. FC Germania Egestorf/Langreder in 75. Minute für Marcel Stutter ins Spiel gebracht wurde. Bereits zwei Minuten nach seiner Einwechslung erhielt er aufgrund einer Notbremse die Rote Karte.
Nach der Saison 2017/18 verließ er Wolfsburg. Nach mehreren Monaten ohne Verein, in denen er unter anderem ein Probetraining bei der SV Ried absolviert hatte, wechselte er im Februar 2019 nach Irland zu den Shamrock Rovers. Im November 2019 verließe er die Iren nach zwölf Einsätzen in der League of Ireland. Nach über einem halben Jahr ohne Verein kehrte er zur Saison 2020/21 nach Österreich zurück und wechselte zum Zweitligisten SK Vorwärts Steyr, bei dem er einen bis Juni 2021 laufenden Vertrag erhielt.
Nach elf Einsätzen für Steyr in der 2. Liga wurde der Vertrag bei den Oberösterreichern im Dezember 2020 aufgelöst. Daraufhin wechselte er im Jänner 2021 zum viertklassigen ASKÖ Donau Linz. Nach 23 Meisterschaftseinsätzen und acht -treffern wechselte er nach dem Abstieg der Linzer in der Sommerpause 2022/23 zur viertklassigen SPG Pregarten und kam für diese bis dato (Stand: Dezember 2022) auf fünf Tore bei 13 Ligaeinsätzen.